# بيوتر ستوليبين
بيوتر أركاديفيتش ستوليبين ((بالروسية: Пётр Арка́дьевич Столы́пин)‏؛ (بالروسية: pʲɵtr ɐˈrkadʲjɪvʲɪtɕ stɐˈlɨpʲɪn)‏
؛ 14 April [بالتقويم القديم: 2 April] 1862 – September 18 [بالتقويم القديم: September 5] 1911) خدم كـرئيس وزراء وقائد مجلس الدوما الثالث، من 1906 إلى 1911. اتسمت فترة منصبه بالجهود المبذولة لمواجهة الجماعات الثورية وتنفيذ الإصلاحات الزراعية البارزة. وقد هدفت تلك الإصلاحات إلى احتواء الثورة التي حدثت بين الفلاحين عن طريق خلق طبقة من صغار الملاك الاقتصاد الموجه. ويُعتبر ستوليبين واحدًا من آخر رجالات الدولة الرئيسيين في الإمبراطورية الروسية والذي يملك سياسات عامة محددة وعزم على عمل إصلاحات أساسية.

## الأسرة والبيئة الاجتماعية
ولِد ستوليبين في دريسدن، في ساكسونيا، في 14 إبريل عام 1862. وينتمي لعائلة بارزة من أتراف روسيا، وكان قريبًا للشاعر ميخائيل ليرمنتوف من ناحية أبيه. يُدعى والده أركادي ستوليبين (99-1821)، من بين ملاك الأراضي الروسيين، وهو سليل عائلة كبيرة من النبلاء، وعمل كجنرال في سلاح المدفعية الروسي، ولاحقًا كقائد في قصر الكرملين الكبير. أما والته، فهي ناتاليا ميكيلفونا ستوليبينا (Mikhailovna Stolypina) (المولودة في جورشاكوفا؛ 89-1827)، وهي ابنة القائد العام لسلاح المشاة الروسي خلال حرب القرم ولاحقًا الحاكم العام لوارسو الأمير ميخائيل ديميتريفيتش جورشاكوف (Prince Mikhail Dmitrievich Gorchakov).
قضى ستوليبين سنوات طفولته منذ عام 1869 في مزرعة كالنابرز (حاليًا منطقة كيدايني في ليتوانيا)، التي بناها والده، وظلت هي السكن المفضل له طوال حياته. في 1876، انتقلت عائلة ستوليبين إلى فيلنيوس، حيث اشتروا بيتًا، لكي يتمكن ابنهم من الدراسة في مدرسة القواعد المحلية. وتلقى تعليمًا جيدًا في جامعة سانت بطرسبورغ الحكومية ثم التحق بالعمل في الخدمة الحكومية بعد تخرجه في 1885، وانضم إلى وزارة الأوقاف الروسية. بعد أربعة أعوام، انتُخب ستوليبين مارشال لـمحافظة كوفنو. وقد منحته الخدمة العامة رؤية عميقة للاحتياجات المحلية وأتاحت له تطوير مهارات إدارية. وأذهله أسلوب الحياة البسيط الذي يسود في المناطق الشمالية الغربية (خاصةً ما تُسمَّى بـليتوانيا، حيث كان لدى أهله أملاك) وسعت عائلته إلى مدّ مزارعها الخاصة التي تملكها بامتداد الإمبراطورية الروسية.
وفي عام 1884، تزوج ستوليبين من أولجا بوريسوفنا نيدهاردت (Olga Borisovna Neidhardt)، وهي ابنة عائلة روسية شهيرة. وأنجبا خمس بنات وولدًا.

## ستوليبين محافظًا ووزيرًا للداخلية
تم تعيين ستوليبين حاكمًا لمقاطعة غرودنو في 1902، حيث كان أصغر شخص يتم تعيينه في هذا المنصب. وبعد ذلك، أصبح حاكمًا لمقاطعة ساراتوف، حيث اشتهر بقمع ثورة الفلاحين في عام 1905، واشتهر بكونه الحاكم الوحيد القادر على حكم مقاطعته بقبضة من حديد خلال فترة العصيان الممتد. يُعتبر ستوليبين أول حاكم يستخدم أساليب بوليسية فعالة ضد مثيري الشغب المشتبه بهم، وتفيد بعض المصادر أنه كان يمتلك سجلاً بوليسيًا خاصًا بكل رجلٍ بالغٍ في المقاطعة. وقد أدت نجاحاته كحاكم للمقاطعة إلى تعيينه وزيرًا للداخلية في وزارة إيفان جوريميكن (Ivan Goremykin).

## ستوليبين رئيسًا للوزراء
لم تمر سوى أشهر معدودة إلا وكان نيقولا الثاني قد عيَّن ستوليبين رئيسًا للوزراء بدلاً من جوريميكن. ثم اجتاحت الثورة والغضب روسيا في 1906 اللذين سادا بين المواطنين. شنت المنظمات اليسارية حملة شرسة ضد الحكم المطلق، وبتأييدٍ واسع، عبر روسيا وتم اغتيال الكثير من مسؤولي الشرطة والبيروقراطيين. وردًا على تلك الهجمات، قدَّم سلطة قضائية تسمح بالقبض على المعتدين ومحاكمتهم محاكمات فورية. وأدانت هذه المحاكم الخاصة أكثر من ثلاثة آلاف مشتبه بهم وأعدمتهم بين عاميّ 1906 و1909. وفي جلسة لمجلس الدوما، أشار عضو الحزب فيودر روديتشيف إلى المشانق ب«رباطة عنق ستوليبين». ونتيجة لذلك، تحدى ستوليبين روديتشيف ودعاه إلى مبارزة، ولكن تدارك عضو المجلس وقرر الاعتذار عن مقولته لكي يتفادى خوض المبارزة. ومع ذلك، ظل هذا التعبير شائعًا.
حل ستوليبين مجلس الدوما في July 21 [بالتقويم القديم: July 8] 1906، بالرغم من ممانعة بعض أعضائه الراديكاليين. وقام بعمل إصلاحات زراعية من أجل رفع مظالم الفلاحين وتهدئة المعارضين. كما حاول تحسين المستوى المعيشي للعمال في المدن وعمل على زيادة قوة الحكومات المحلية.
في يوليو 1906، انتُخب ستوليبين رئيسًا للوزراء. وهدف إلى خلق طبقة معتدلة الثراء من الفلاحين مما سيدعم النظام الاجتماعي. (انظر مقال "إصلاحات ستوليبين").
في 25 أغسطس عام 1906، ألقى المغتالون قنبلة في استقبال عام أقامه ستوليبين في مزرعته بجزيرة أبتيكارسكي. جُرح ستوليبين بشظايا متطايرة بسيطة، بينما قُتل 28 آخرون-من بينهم ابنته البالغة خمسة عشر عامًا. كما جُرح ابنه ذو الأعوام الثلاثة بشدة.
غيَّر ستوليبين من طبيعة عمل الدوما في محاولة لجعله أكثر قابلية لتمرير التشريع الذي تطرحه الحكومة. بعد حل مجلس الدوما الثاني في يونيو 1907، (انقلاب يونيو 1907)، غير ستوليبين في الأصوات لصالح النبلاء والأثرياء، وخفَّض قيمة أصوات الطبقة الأدنى. وقد أثَّر ذلك على انتخابات مجلس الدوما الثالثة، الذي أعاد أعضاء محافظين أكثر من ذي قبل، والذين بدوا أكثر استعدادًا للتعاون مع الحكومة.
في ربيع 1911، طرح ستوليبين مشروع قانون، ولكن لم يتم تمريره، مما عجَّل من تركه المنصب. واقترح نشر تطبيق نظام زيمتوف في المقاطعات الجنوبية الغربية في روسيا. وكان سيتم تمريره بأغلبية محدودة، ولكن أسقطه معارضو ستوليبين السياسيون. بعد ذلك، ترك منصب رئيس الوزراء لمجلس الدوما الثالث.

## اغتياله

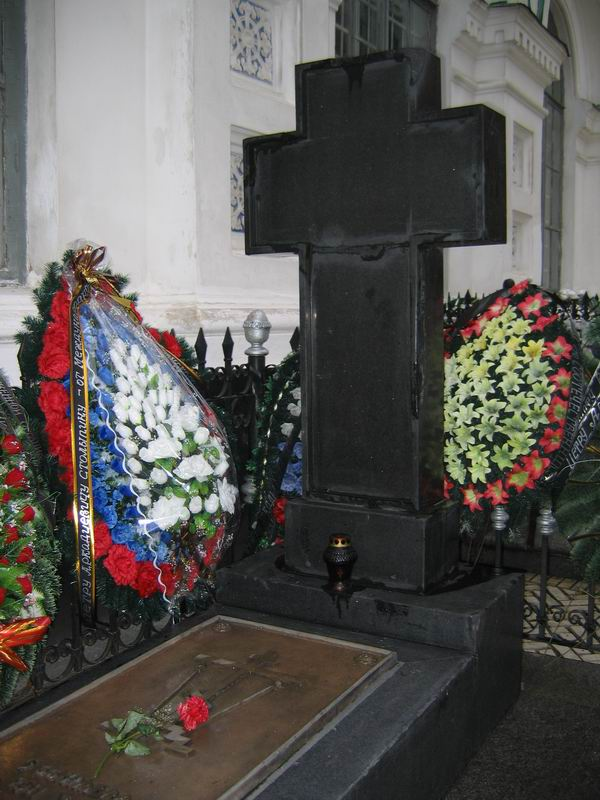
قبر بيوتر ستوليبين

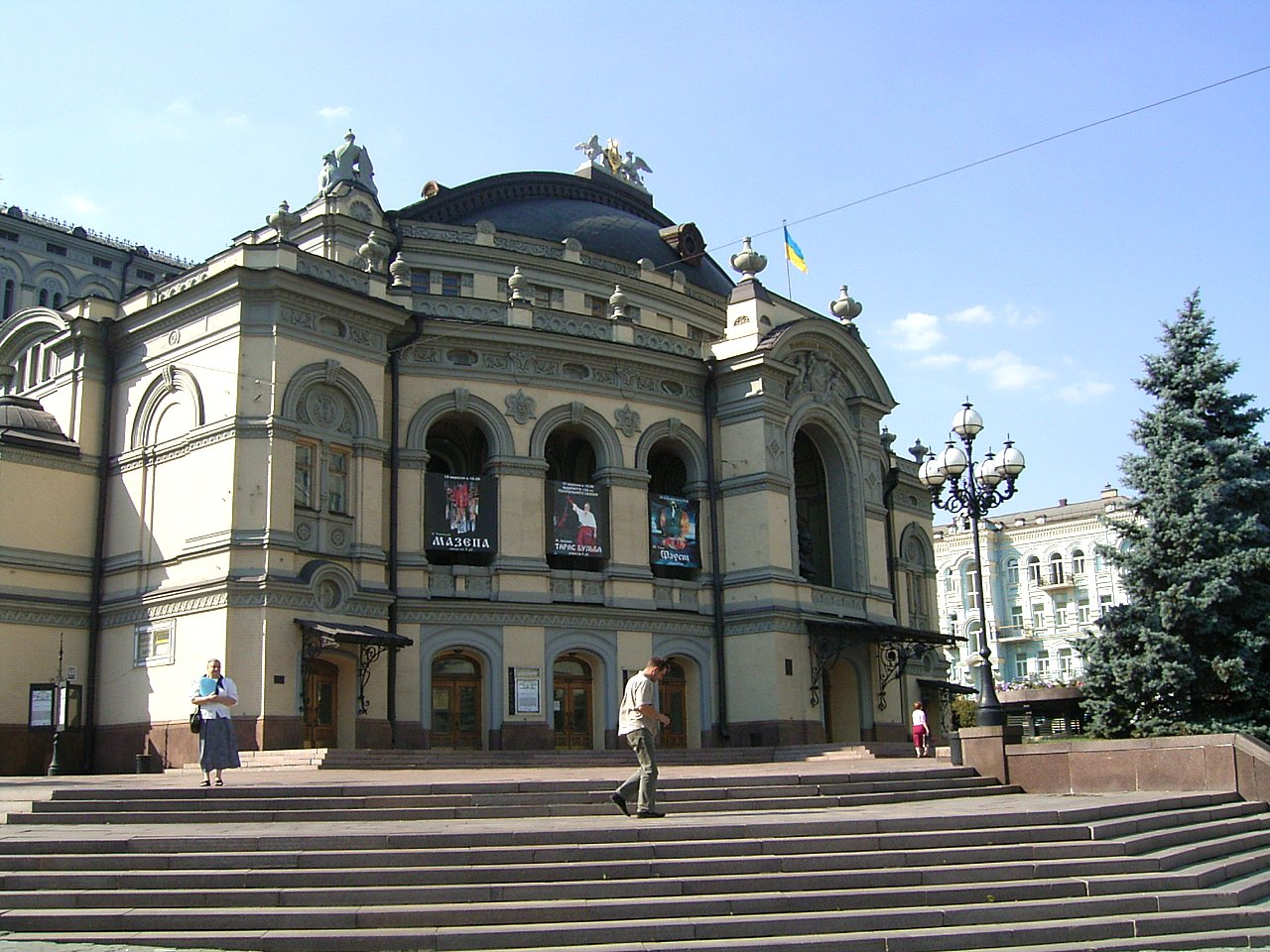
منزل كييف أوبرا حيث اُغتيل ستوليبين

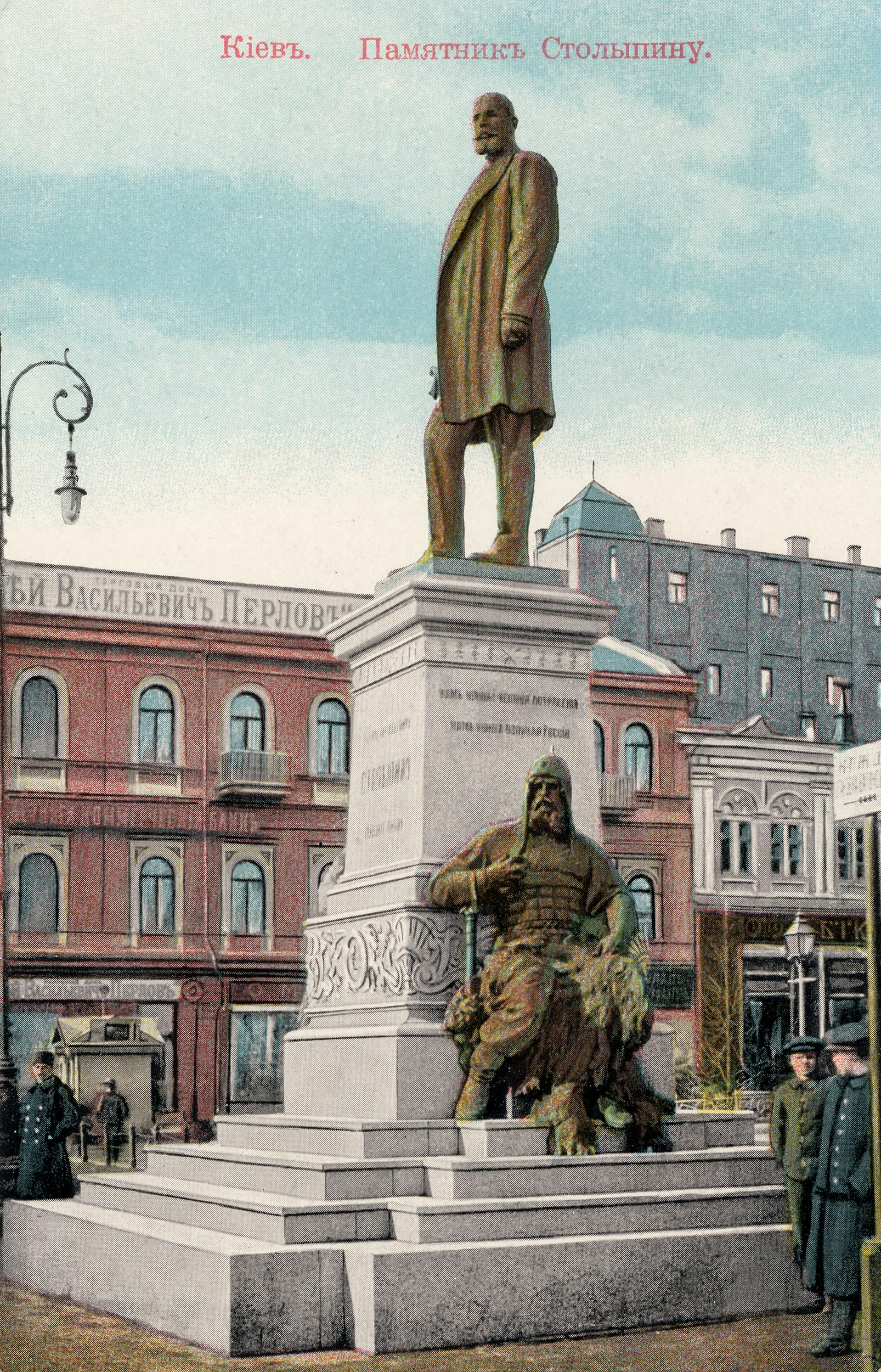
تمثال بيوتر وقد وُضِعَ في العاصمة كييف بعد اغتياله.

في سبتمبر1911، سافر ستوليبين إلى كييف بالرغم من تحذيرات الشرطة بوجود مؤامرة وشيكة لاغتياله. وقد سافر بلا حراس رافضًا ارتداء صدرة ضد الرصاص.
في September 14 [بالتقويم القديم: September 1] 1911، بينما كان ستوليبين يحضر عرض قصة القيصر سلطان لـنيكولاي ريمسكي كورساكوف في دار الأوبرا في كييف بحضور القيصر وابنتيه الكبيرتين أولجا وتاتيانا، أُصيب ستوليبين بطلقتين؛ واحدة في ذراعه والأخرى في صدره، قام بإطلاقهما ديمتري بوجروف (Dmitri Bogrov) (ويُدعى في الأصل مورديخاي جيرشكوفيتش (Mordekhai Gershkovich))، وكان يهوديًا يساريًا راديكاليًا وعميلاً محتملاً للشرطة السرية الروسية أوخرانا[بحاجة لمصدر]. وذُكِر أن ستوليبين نهض بوهنٍ من مقعده، وخلع قفازيه وفك أزرار سترته، كاشفًا عن صُدْرِيّة غارقة في الدماء. ثم هبط في مقعده وصرخ قائلاً: «إنني سعيد لموتي من أجل القيصر» قبل أن يومئ إلى القيصر الذي كان يجلس في الصندوق الملكي بالتراجع ليحمي نفسه. ظل القيصر نيقولا في مكانه، وفي إشارة أخرى مصطنعة، باركه ستوليبين بعلامة الصليب. وركع القيصر المفجوع في صباح اليوم التالي بجانب سرير ستوليبين بالمستشفى وردد كلمات «سامحني». وتُوفي ستوليبين بعد أربعة أيام. وأُعدم بوجروف بعد 10&nbsp؛ أيام من الاغتيال؛ وتم إيقاف التحقيق القضائي بأمر من القيصر نيقولا الثاني. أدَّى ذلك إلى إثارة أقاويل تشك بأن اليساريين ليسوا هم من خططوا للاغتيال، بل الملكيون المحافظون الذين تخوفوا من إصلاحات ستوليبين وتأثيره على القيصر. ولكن لم تَثبُت صحة هذه الأقاويل. دُفن ستوليبين في دير بيتشرسك (Lavra) في كييف، عاصمة أوكرانيا الحالية.

## الإرث
انقسمت الآراء حول إنجازات ستوليبين. يرى البعض أنه كان يجب عليه قمع التمرد والفوضى العنيفين في ظل المناخ العاصف بعد الثورة الروسية 1905. ولكن، يختلف المؤرخون حول مدى واقعية سياسات ستوليبين. تمثلت النظرة التقليدية لأغلب الباحثين في هذا المجال في أنه كانت هناك فرصة ضئيلة أمام ستوليبين لإصلاح الزراعة نظرًا لأن الفلاحين الروسيين كانوا متأخرين ولم يكن هناك سوى وقت قليل جدًا ليقوموا بعمل تغييرات. لكن يؤكد آخرون أنه بينما منعت المبادئ المحافظة المحافظين أنفسهم بالفعل من تقبل التغيير التقدمي، كان ستوليبين محقًا في تفكيره بأنه يمكنه «المراهنة على الأقوياء» نظرًا لوجود طبقة من الفلاحين الأقوياء. وتعتمد هذه الحجة على الدليل المُستنتَج من المعلومات الواردة حول عائدات الضرائب، والتي تشير إلى أن قلة بارزة من الفلاحين هم الذين كانوا يدفعون الضرائب أكثر منذ تسعينيات القرن التاسع عشر، ويُعد ذلك علامة على أن زراعتهم كانت تجلب أرباحًا أعلى.
وتظل الشكوك موجودة حول ما إذا كانت سياسة ستوليبين الزراعية ستنجح حتى إذا لم يحدث اغتياله أو بدء الحرب العالمية الأولى. قد كانت مبادئ جمهور الفلاحين المحافظة هي السبب في استجابتهم البطيئة. في 1914، كان نظام الحقول المفتوحة لا يزال سائدًا، وقد تم دمج حوالي 10% فقط من الأراضي إلى المزارِع. كما أن أغلب الفلاحين لم يكونوا على استعداد للتخلي عن أمن الشعب من أجل الزراعة الفردية المشكوك بها. بالإضافة إلى ذلك، بحلول عام 1913، بدأت وزارة الزراعة نفسها تفقد الثقة في جهاز الشرطة.
لقد تم تصنيف ستوليبين في المركز الثاني بعد ألكسندر نيفيسكي، ويليه جوزيف ستالين في استفتاء «اسم روسيا» الذي أقيم في 2008 لاختيار أعظم شخصيات التاريخ الروسي.

## كتابات أخرى
- Ascher، Abraham (2001). P. A. Stolypin: The Search for Stability in Late Imperial Russia. Stanford University Press. ISBN:0-8047-3977-3.
- McDonald، David MacLaren (1992). United Government and Foreign Policy in Russia, 1900-1914. Cambridge, Mass.: Harvard University Press. ISBN:978-0674922396.
- Conroy, M.S. (1976), Peter Arkadʹevich Stolypin: Practical Politics in Late Tsarist Russia, Westview Press, (Boulder), 1976. ISBN 0-89158-143-X

## وصلات خارجية
- بيوتر ستوليبين على موقع الموسوعة البريطانية (الإنجليزية)

- (بالروسية) The ancestors Pyotr Stolypin
- "The Assassination of Pyotr Stolypin" Research collection on microfilm.